# Атака террористов на базу ВМС Пакистана в Карачи
Атака на базу ВМС Пакистана в Карачи — вооружённое нападение террористов из движения Техрик Талибан-и-Пакистан на базу военно-морских сил Пакистана в городе Карачи.

## Ход сражения
Нападение 20 боевиков боевиков движения Техрик Талибан-и-Пакистан на военный штаб морской авиации Пакистана стало одной из самых дерзких террористических атак в стране. Погибло 13 человек, ранения получили 16 человек, два военных самолёта Lockheed P-3 Orion были взорваны.
Военные и отряды рейнджеров устремились на базу, чтобы выбить террористов из здания. По некоторым данным, на этой базе находился склад ядерного оружия. Находящиеся на базе военные предприняли попытку самостоятельно отбиться от боевиков, но у них это не получилось. Слаженность действий террористов и эффект неожиданности не оставили никаких шансов для моряков отбить это нападение. Лейтенант Ясир Аббас, несмотря на тяжёлые ранения, продолжал отстреливаться, благодаря его усилиям террористы не смогли попасть на склад. Ясир от полученных ранений скончался в больнице. Прибывшее подкрепление военных в течение суток вело бой с террористами, в итоге отряд боевиков был уничтожен, только двоим удалось вырваться из оцепления.

## Итог
Молниеносность нападения и слаженность действий террористов, большие потери пакистанцев — поставили под сомнение возможность Пакистана защитить свои военные объекты от атак боевиков.
Представитель Аль-Каиды заявил, что нападение было совершенно с целью отомстить за убийство Усамы бен Ладена.